# Самостан и црква Св. Фрање
Самостан и црква Св. Фрање је некадашњи комплекс смештен у северозападном делу Доње тврђаве, непосредно уз унутрашњи бедем куртине која повезује бастионе Св. Терезије и Св. Јозефа Петроварадинске тврђаве. Данас овај део комплекса представља само језгро Војномедицинског центра.

## Историја
Комплекс је грађен у периоду од 1699. до 1772. године. Подигли су га фрањевци који су се у току Великог бечког рата (1683—1699) са католичким избеглицама повлачили из Босне и насељавали просторе Срема и Бачке. Први пут у Петроварадину се помињу 1695. године, када група редовника Провинције Босне Сребрене, предвођени опатом Шимуном Дабићем, стиже у Тврђаву. Непосредно по доласку затражили су од цара Леополда земљиште за изградњу цркве и самостана. По добијању парцеле од команданта Тврђаве генерала Нехема, 1699. полаже се камен темељац. Прва самостанска зграда била је приземна и имала је до 1719. године само улично крило и ходник уз цркву за комуникацију са сакристијом. До средине 18. века надограђена је црква до пуне висине, а до 1772. године изграђена су два нова крила, основе обрнутог слова Г, на источној страни.
На основу царске наредбе од 1783. године, два нова крила се одузимају самостану и у њих се смешта војна болница. Већ 1786. године, на основу наредбе цара Јозефа II, за исту намену одузет је и преостали део самостана.

## Архитектура
Габарити цркве и самостанског простора са аутентичним конструктивним решењима и данас препознатљиви у ентеријеру и екстеријеру. Правоугаона основа некадашње цркве састоји се од ходника формираног упоредо са источним спољним зидом брода и презвитеријума. На западној страни је низ просторија насталих преградњом брода, а на источној пролази према ходницима северног и јужног крила самостана и неколико просторија формираних унутар коридора призиданог уз цркву између јужног крила и сакристије. 
На источном зиду ходника налази се надгробна плоча првог градитеља Тврђаве, инжењерског пуковника Михаела Вамберга.
Основе некадашњих самостанских крила задржале су карактеристичну функционалну шему са ходницима дуж унутрашњег дворишта. Кров над самостанским крилима је висок, на две воде, а над црквом масиван и сложен, четвороводан и покривен бибер црепом.